# Wspomnienia z Turwi

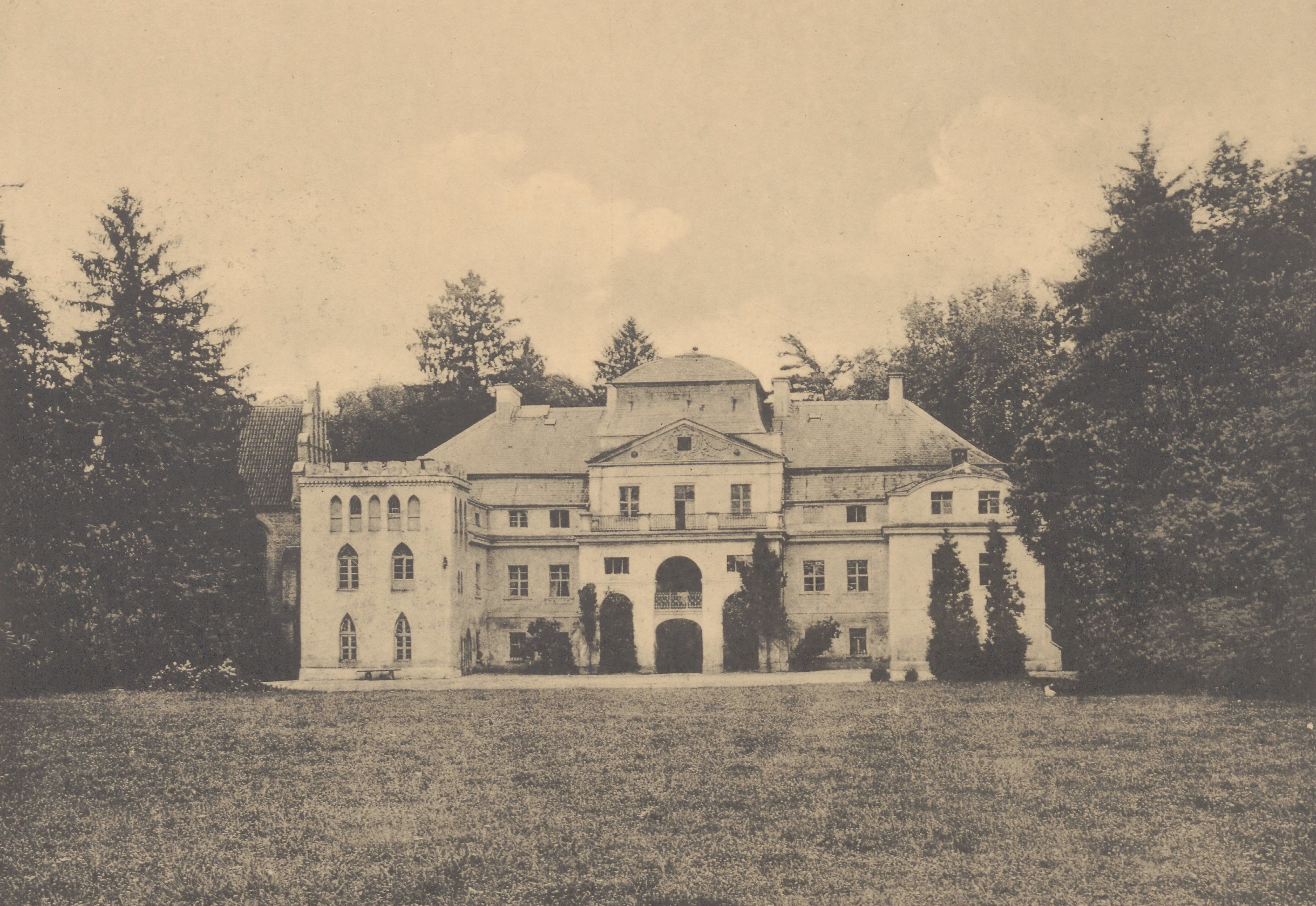
Pałac w Turwi (1912)

Wspomnienia z Turwi – książka historyczna opowiadająca o właścicielach pałacu w Turwi w powiecie kościańskim w Wielkopolsce oraz dziejach samego pałacu od XVIII w. do wybuchu II wojny światowej w 1939 r., autorstwa Krzysztofa Morawskiego, ostatniego przedwojennego właściciela Turwi, zawierająca również jego wspomnienia z życia w pałacu.

## Geneza
Krzysztof Morawski (1903–1981), syn filologa klasycznego Kazimierza Morawskiego i Marii z Chłapowskich, adoptowany przez swojego wuja Zygmunta Chłapowskiego i jego żonę Teklę Chłapowską, po śmierci wuja, na mocy testamentu Tekli stał się właścicielem majątku rodowego Chłapowskich w Turwi. Po wojnie, nie mogąc odzyskać swojego majątku, osiadł początkowo w Wielkopolsce (w Kościanie), następnie w Warszawie, gdzie działał m.in. w Klubie Inteligencji Katolickiej. Postanowił wtedy spisać dzieje swojej rodziny, zarówno ze strony Morawskich jak i Chłapowskich. Działalność naukową swojego ojca opisał w książce O Kazimierzu Morawskim (1973). W latach 60. powstały Wspomnienia turewskie, dwutomowy maszynopis, przechowywany obecnie w Bibliotece Narodowej w Warszawie, który z niewielkimi zmianami został wydany nakładem Wydawnictwa Literackiego w 1981 r. jako Wspomnienia z Turwi.

## Treść
Wspomnienia z Turwi stanowią połączenie książki historycznej (biograficznej) ze wspomnieniami autora. Książka obejmuje sześć rozdziałów:
1. Turwia przed generałem – dzieje Turwi i jej właścicieli, rodziny Chłapowskich, od XVIII w.  do 1812 r.[3]
2. Epoka generała – opis życia Dezyderego Chłapowskiego (1788–1879)[4].
3. Synowie – opis życia synów Dezyderego Chłapowskiego: Stanisława, Tadeusza i Kazimierza [5].
4. Wuj Zygmunt – wspomnienia o Zygmuncie Chłapowskim[6].
5. Pałac turewski – opis pałacu, ogrodu i majątku w Turwi oraz życia codziennego w pałacu[7].
6. Wojna 1939 r.  – wspomnienia z ostatnich dni sierpnia 1939 r. oraz udziału autora w kampania wrześniowa[8].